# 泉州公交X3路
泉州公交X3路是中华人民共和国泉州市境内的一条公共交通线路，全程14.6公里。起讫点为文化宫至东宏路首末站，运营时间为文化宫6:00-19:00、东宏路首末站6:00-19:00。
该线目前已停止运营。

## 历史
- 2016年6月21日，泉州市道路运输管理处批准泉州公交发展有限公司（公交集团前身）关于开通X3路的申请
- 2016年6月26日，泉州公交开通X3路社区巴士。初期运营区间为丰泽广场-泉州汽车站，初期运营时间为双向7:00-19:00，票价¥1/人。使用车辆为10部金旅XML6700JEV30C型空调电动巴士[2]
- 2016年12月3日，X3路更换为15部友谊ZGT6608NV1C型空调LNG小巴[3]，同时由一分公司（现江南公司）转为隶属于四分公司（现城东公司）
- 2016年12月19日，市道管处批准泉州公交关于变更X3路路线的申请
- 2017年1月2日，X3路运营区间变更为文化宫至海星小区，运行时间调整为6:00-19:00，运营车辆增加至15部，票价不变[4]
- 2017年12月，X1路再次由四分公司转为隶属于五分公司（现温陵公司）
- 2018年8月1日，因祥远路自来水管道施工，X3路改为途径丰泽街、刺桐路[5]
- 2018年8月8日，因祥远路北段自来水管道施工，X3路再次改道，取消途径丰冠路、丰云路、祥远路，改为途径丰泽街后原线行驶[6]
- 2018年8月30日，祥远路管道施工完成，X3路恢复原线路运行[7]
- 2019年8月14日，因丰泽街丰冠路口实施护栏封闭，X3路取消途径丰云路、丰冠路、坪山路、津淮街、东海隧道、东海大街、滨海街。改为途径坪山隧道、安吉路、山海路、丰海路、海星街至府东路后原线行驶。[8]
- 2020年1月31日，受新型冠状病毒肺炎防控要求影响。X3路自当日0:00起暂停运行至2月16日。[9]
- 2020年2月17日，X3路自该日起恢复运营。[10]
- 2021年12月29日，X3路更换为13部金旅XML6606JEVA0C1型空调电动巴士，原配15部友谊ZGT6608NV1C退役封存。[11]
- 2022年3月16日，因疫情防控要求暂停中心市区范围内所有公交线路运营。X3路自当日首班起再次暂停运营至4月15日。[12]
- 2022年4月16日，X3路恢复运营，运营时间临时调整为双向7:00-18:00。[13]
- 2022年4月18日，X3路运营时间恢复为双向6:00-19:00[14]
- 2022年12月19日，X3路更换2部大金龙XMQ6601CGBEVL型空调电动巴士，并退下2部XML6606JEVA0C1至微2路，配车数不变。
- 2023年2月10日，X3路再次上线3部XMQ6601CGBEVL，配车数由13部增加至16部。
- 2023年3月，X3路由温陵公司转入环湾公司管理、运营。
- 2023年9月13日，因海星小区3期建设需要，原海星小区首末站地块收回并拆除。受此影响X3路自该日改为至海星小区始发终到。
- 2023年9月25日，X3路再次调整至东宏路首末站始发终到，取消停靠海星小区、府东路北段。并增停府东路南段、滨海街中段、东海大街口、滨海街南段、丰泽区第三实验幼儿园等站，其它不变。[15]
- 2024年2月5日，因优化调整，X3路自该日起取消途径丰海路海星小区站、海星街。改为途径双垵街、府东路至府东路南段站后原线行驶，其它不变。[16]
- 2025年3月3日，X3路自该日起并入60路，X3路编号撤销。[17]

## 站点
| 路线 | 路线 | 路线 | 所在地区、街道 | 所在地区、街道 | 站点名               | 备注              |
| ---- | ---- | ---- | -------------- | -------------- | -------------------- | ----------------- |
|      |      |      | 鲤城区         | 九一街         | 文化宫               | 起讫站            |
|      |      |      | 鲤城区         | 九一街         | 九一街               |                   |
|      |      |      | 丰泽区         | 丰泽街         | 儿童医院             |                   |
|      |      |      | 丰泽区         | 田安北路       | 丰泽小区             |                   |
|      |      |      | 丰泽区         | 东涂街         | 东涂街               |                   |
|      |      |      | 丰泽区         | 东涂街         | 丰泽区实验小学       |                   |
|      |      |      | 丰泽区         | 东涂街         | 刺桐公园北门         |                   |
|      |      |      | 丰泽区         | 祥远路         | 祥远路南段           |                   |
|      |      |      | 丰泽区         | 祥远路         | 远太苑               | 泉州广播电视中心  |
|      |      |      | 丰泽区         | 祥远路         | 祥远路北段           |                   |
|      |      |      | 丰泽区         | 丰泽街         | 公交大厦             |                   |
|      |      |      | 丰泽区         | 安吉路         | 坪山洞东侧           |                   |
|      |      |      | 丰泽区         | 安吉路         | 山海路口             | ↓                 |
|      |      |      | 丰泽区         | 山海路         | 桃花山公园           |                   |
|      |      |      | 丰泽区         | 丰海路         | 泉州海警局           | 原名 海警二支队   |
|      |      |      | 丰泽区         | 双垵街         | 海星小区             |                   |
|      |      |      | 丰泽区         | 双垵街         | 市政务服务中心       | 双垵街            |
|      |      |      | 丰泽区         | 府东路         | 市政务服务中心       | 原名 府东路北段   |
|      |      |      | 丰泽区         | 府东路         | 府东路南段           |                   |
|      |      |      | 丰泽区         | 滨海街         | 滨海街中段           |                   |
|      |      |      | 丰泽区         | 滨海街         | 东海大街口           | 原名 滨海街西二段 |
|      |      |      | 丰泽区         | 滨海街         | 滨海街南段           |                   |
|      |      |      | 丰泽区         | 大兴街         | 丰泽区第三实验幼儿园 |                   |
|      |      |      | 丰泽区         | 东宏路         | 东宏路首末站         | 起讫站            |

## 票价
X3路计价方式为一票制，票价¥1.0。
- 泉通卡普通卡9折，月票卡、敬老卡、爱心卡优惠有效
- 可使用泉城通APP及支付宝、云闪付、微信乘车码支付

## 配车
X3路配车数总计16部，其中：
- 金旅XML6606JEVA0C1  11部
- 大金龙XMQ6601CGBEVL  5部

- 金旅XML6700JEV30C
（2016.6 - 2016.12）
- 友谊ZGT6608NV1C
（2016.12 - 2021.12）
- 金旅XML6606JEVA0C1
（2021.12 - ）
- 大金龙XMQ6601CGBEVL
（2022.12 - ）

## 相关
- 泉州公交线路列表